# Субуктуй
Субукту́й (бур. һубагтай от һубаг — канава (для стока воды)) — улус в Кяхтинском районе Бурятии. Административный центр сельского поселения «Субуктуйское».

## География
Расположен в 33 км к северу от районного центра — города Кяхта, в 2 км к востоку от Кяхтинского тракта, на автодороге к улусу Большой Луг.

## Население
| 2002 | 2010 |
| ---- | ---- |
| 236  | ↗255 |

## Достопримечательности
Могильник-IV. II тыс. до н. э. — I тыс. до н. э., X в. н. э. — XV в. н. э.